# Tongling
Tongling (chiń. 铜陵; pinyin Tónglíng) – miasto o statusie prefektury miejskiej we wschodnich Chinach, w prowincji Anhui, port nad rzeką Jangcy. W 2010 roku liczba mieszkańców miasta wynosiła 324 728. Prefektura miejska w 1999 roku liczyła 699 947 mieszkańców. Ośrodek wydobycia i zakładów wzbogacania rud miedzi, hutnictwa metali nieżelaznych i produkcji kwasu siarkowego.

## Podział administracyjny
Prefektura miejska Tongling podzielona jest na:
- 3 dzielnice: Tongguan, Yuejiang, Yi’an
- powiat: Zongyang.

## Współpraca
- Halton, Wielka Brytania
- Leiria, Portugalia
- Skellefteå, Szwecja
- Marbach am Neckar, Niemcy
- Antofagasta, Chile
- Varese, Włochy